# Jolly-Seber-Methode
Die Jolly-Seber-Methode ist ein statistisches populationsbiologisches Modell für Fang-Wiederfang von Tieren in der ökologischen Forschung. Dabei werden Tiere aus offenen Populationen, d. h. in denen Zu- und Abwanderung möglich ist, gefangen und markiert. Der größte Unterschied zu anderen Methoden, wie z. B. der „Schnabel-Methode“ ist die Inklusion der Information über das Datum des Fangs eines markierten Individuums.

## Entwicklung
Ende der 1950er Jahre entwickelte der Biologe J. N. Darroch (1959) für Fang-Wiederfang-Experimente (capture-recapture) für Populationen unter Berücksichtigung der Faktoren Immigration oder Mortalität. Sechs Jahre später verfeinerten Jolly (1965) und Seber (1965) die Methodik, indem sie die nach ihnen benannte Methode entwickelten, die beide Faktoren zusammen berücksichtigt.
Das Modell wurde von Cormack zum Cormack-Jolly-Seber Model für heterogene Populationen weiter entwickelt.

## Methodik
Bei dem Vorgehen nach Jolly-Seber werden Tiere markiert und anschließend wieder freigegeben. Die Besonderheit dieser Methode ist, dass bei der Markierung das Fangdatum mit berücksichtigt und mit entsprechenden Kennzeichen markiert wird. So kann zwischen den Tieren mit verschiedenen Fangdaten unterschieden werden. Theoretische Abhandlungen zum verwendeten Algorithmus sind in Southwood (1978) beschrieben.
Die Jolly-Seber-Methode kann ungefähre Aussagen zur Populationsgröße aufgrund eines einzelnen Datensatzes machen. Dabei ist es möglich, die Mortalität bzw. Emigration und Geburt bzw. Immigrationsraten für jeden spezifischen Tag anzugeben. Diese Raten werden als aussagekräftig für alle, auch die unmarkierten Daten angenommen.
Die Methode wurde von verschiedenen Wissenschaftlern modifiziert und verfeinert.

## Veröffentlichungen

### Fachartikel
- Carl J. Scharz (2000): The Jolly-Seber model: more than just abundance (PDF; 200 kB)